# 國立臺灣大學動物科學技術學系
國立臺灣大學動物科學技術學系（英語：Department of Animal Science and Technology, National Taiwan University），簡稱臺大動科系，是臺灣重要的動物科學與畜牧學研究單位。臺大動科系的成立可以追溯到臺北帝國大學理農學部農學科的「畜產學講座」，以及國立臺灣大學早期農學院七系中的「畜牧獸醫學系」。臺大動科系今址位於臺北市基隆路三段155巷50號，與國立臺灣大學生物資源暨農學院附設農業試驗場畜牧場區同址。

## 歷史沿革

### 帝國大學時期

#### 農學科畜產學講座
1928年，臺北帝國大學成立，第一任理農學部長大島金太郎力邀東北帝國大學的山根甚信教授來台發展畜牧產業，於是在理農學部的農學科中設立「畜牧學講座」，並擔任日本熱帶畜產研究主任，籌備建立臺北帝國大學畜產學附屬畜舍（帝大牧場），編號為第三農場。

#### 獸醫學科
1943年，理農學部拆分為理學部與農學部二部，原本的畜產學講座增設為農學部「獸醫學科」，其下有畜產學I（微生物與基礎課程）、畜產學II（畜牧學科）、家畜解剖學、家畜病理學與家畜衛生學等五個講座。1945年日本戰敗，農學部的日本教員有數人仍然留用於國立臺灣大學，其中包括山根甚信教授等人員。

### 臺灣大學時期

#### 畜牧獸醫學系
1945年，臺北帝國大學更名為國立臺灣大學，農學院首任院長蔡邦華教授將原本的獸醫學科改制為「畜牧獸醫學系」。 1949年，原帝大牧場改制為「國立臺灣大學附屬農事試驗場畜牧分場」，場區位於臺大東南方蟾蜍山下，面積約為2公頃。1955年，畜牧獸醫學系畜牧組與獸醫組分開招生。

#### 畜牧學系
1959年，畜牧獸醫學系拆分為「畜牧學系」與獸醫學系二系；1961年，興建畜牧大樓；1962年，畜牧分場更名為「畜牧場區」，編號為第五農場；同年，第三農場（原園藝組）全部用地與軍方交換使用，其實習地點移到蟾蜍山下第七、八宿舍之間之原畜牧系牧草地，因此畜牧場區大幅縮小。由於第三農場被軍方徵收，臺大農業試驗場換得安康場區使用；1978年，畜牧場區由於過於鄰近都市，有衛生虞慮，被要求完全搬遷至安康場區，但因種種因素未果。
1969年，設立畜牧學研究所碩士班；1981年，設立畜牧學研究所博士班。

#### 畜產學系
1992年，畜牧學系更名為「畜產學系」；1994年，畜產加工館落成啟用。

#### 動物科學技術學系
2005年，畜產學系更名為「動物科學技術學系」。

## 系所現況
目前動科系共有專任教授17位（含名譽教授2人）；專任副教授3位；專任助理教授2位。
臺大動科系兼具教學、研究、實習與休閒等功能，以乳牛、豬、家禽、伴侶動物、實驗動物等為課程主軸，基礎與應用科學課程為輔助。近期，臺大動科系計畫成立動物基因轉殖研究中心、規劃改建現有畜舍成為實驗動物舍，並與醫學院及獸醫系合作成立中大型實驗動物中心。臺大動科系也與臺大生技中心、行政院農委會、台北市立動物園、臺大農業試驗場畜牧組等機構積極合作，並有多項產學合作計畫。

## 場區建築

### 畜牧大樓
畜牧大樓，為一地上三層之建物，一至二樓興建於1961年，三樓增建年代不詳。為系上師生主要教學與活動的場所。一樓設有系辦公室與育種研究室；二樓設有生理研究室；三樓則設有系圖書館、遺傳研究室與家禽營養研究室。

### 畜產加工館
畜產加工館，於1995年完工，共有地上三層，外牆貼滿紅色磁磚。目前一樓設有畜牧組辦公室與畜產品加工設備；二樓設有畜產品化學研究室；三樓設有分子生物研究室與系統生物學研究室。加工館內的工作人員從事台大農場內所有的動物飼養，以及台大鮮乳、台大羊乳、優酪乳、臘肉等產品的加工。

### 舊畜產加工研究室
舊畜產加工研究室，別稱白宮，為白色一層平房，原先為實驗室，畜產加工館完工後由系學會管理，設有桌球桌、許願池，會議室等。

### 其他建築
- 牛舍：為一開放式建築，主要飼養荷蘭牛與少數娟姍牛。目前計有泌乳牛22頭、乾乳牛8頭、仔牛5頭、成長牛10頭、女牛10頭[10]。
- 豬舍：興建於1960年，主要飼養小耳種李宋系迷你豬。目前計有種母豬10頭，仔豬6頭、成長豬20頭、公豬4頭。
- 雞舍：興建於1960年，1968年又增建，主要飼養來航雞與褐色種雞。
- 羊棚：興建於1987年，主要飼養阿爾拜因品種乳山羊與少數撒能品種乳山羊。目前計有泌乳羊24頭、女羊 25頭、成長羊20頭、仔羊15頭、肥育肉用閹公羊20頭及種公羊3頭。
- 精料貯存塔：為帝大時期興建，又稱青貯塔。
- 鼠房與飼料配料間
- 孵化室
- 飼料工廠
- 屠宰室

## 知名系友
- 陳保基：畜牧學者，臺大動科系名譽教授，曾任行政院農委會主委、臺大畜產系教授兼系主任、臺大生農學院院長。
- 戴謙：畜牧學者，現任臺南市副市長，曾任臺大兼任教授、成大生物科技研究所教授兼所長、南臺科技大學校長、畜產試驗所所長、國科會副主委、臺灣中油董事長等職。
- 丁詩同：動物科學學者，現任臺大動科系教授、臺大教務長。
- 石雋：演員，本名張石華，演出《龍門客棧》、《山中傳奇》等電影，曾獲第49屆金馬獎終身成就獎。

## 外部連結
- 國立臺灣大學動物科學技術學系 （页面存档备份，存于）